# Alex Norton
Alexander Hugh Norton (Glasgow, Escocia; 27 de enero de 1950) es un actor escocés de cine y series de televisión. Es conocido sobre todo por encarnar a DCI Matthew Burke en Taggart, la serie de televisión policíaca más longeva del Reino Unido, y a Eric Baird en la sitcom de la BBC Dos puertas más abajo (Two Doors Room en su versión original). Ha cosechado también un cierto éxito a nivel internacional por su participación en películas tan populares como Braveheart o Los Miserables.

## Filmografía
- La víbora negra (1983) .... McAngus, Duke of Argyll
- Countdown to War (1989, TV Movie) .... Stalin
- Cazador blanco, corazón negro (1990) .... Zibelinsky
- Braveheart (1995) .... Bride's Father
- Los miserables (1998) .... General
- El conde de Monte Cristo (2002) .... Napoleon
- Piratas del Caribe: El cofre del hombre muerto (2006) .... Captain Bellamy (Edinburgh)